# Samuel Schultz
Samuel "Sam" Schultz (nascido em 11 de dezembro de 1985) é um ciclista olímpico estadunidense.
Nos Jogos Olímpicos de Verão de 2012, em Londres, Schultz representou sua nação na prova cross-country masculino, em Hadleigh Farm, terminando em 15º lugar.

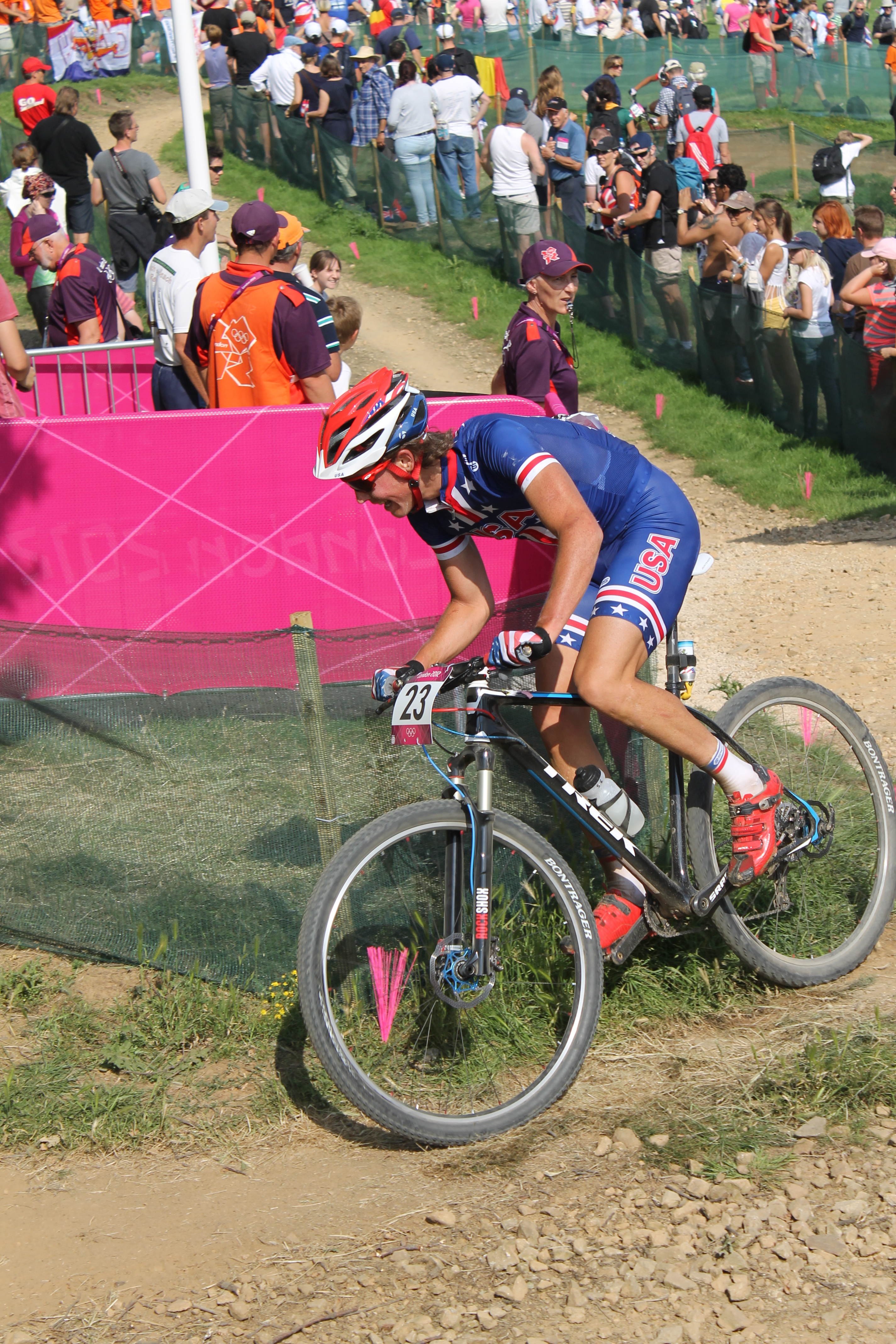
Samuel Schultz nos Jogos Olímpicos de Verão de 2012